# Eleição presidencial no Brasil em 1926
A eleição presidencial brasileira de 1926 foi a décima-primeira eleição presidencial e a décima eleição presidencial direta. Foi realizada em 1º de março e foi divulgada em 9 de junho.

## Contexto histórico
O presidente Artur Bernardes venceu as eleições presidenciais de 1.° de março de 1922, obtendo 466.877 votos contra 317.714 votos dados a Nilo Peçanha, em uma eleição que dividiu o país: Rio Grande do Sul, Bahia, Pernambuco e Rio de Janeiro apoiaram Nilo Peçanha e os demais estados deram apoio à candidatura Bernardes.
Na época os principais meios de comunicação eram meios impressos, ou seja, jornais e revistas. Uma novidade no entanto era a presença do rádio. A radiodifusão no Brasil havia surgido em 7 de setembro de 1922,
sendo a primeira transmissão um discurso do então presidente Epitácio Pessoa, porém a instalação de uma emissora de rádio de fato ocorreu apenas em 20 de abril de 1923, no governo de Artur Bernardes, com a criação da "Rádio Sociedade do Rio de Janeiro" (atual Rádio MEC).

## Processo eleitoral da República Velha (1889-1930)
De acordo com a Constituição de 1891 que vigorou durante toda a República Velha (1889-1930), o direito ao voto foi determinado a todos os homens com mais de 21 anos que não fossem analfabetos, religiosos e militares.[carece de fontes?] Mesmo tendo o direito de voto estendido a mais pessoas, pouca parcela da população participava das eleições. A Constituição de 1891 também declarou que todas as eleições presidenciais seriam realizadas em 1º de março. A eleição para presidente e vice eram realizadas individualmente, e o mesmo poderia se candidatar para presidente e vice.
Durante a República Velha, o Partido Republicano Paulista (PRP) e o Partido Republicano Mineiro (PRM) fizeram alianças para fazer prevalecer seus interesses e se revezarem na Presidência da República, assim, esses partidos na maioria das vezes estiveram a frente do governo, até que essas alianças se quebrassem em 1930. Essas alianças são chamadas de política do café com leite.
Nessa época, o voto não era secreto, e existia grande influência dos coronéis - pessoas que detinham o Poder Executivo municipal, e principalmente o poder militar da região. Os coronéis praticavam a fraude eleitoral e obrigavam as pessoas a votarem em determinado candidato. Com isso, é impossível determinar exatamente os resultados corretos.

## Candidaturas
Para Presidente da República, cento e dezenove (119) nomes foram sufragados, mas apenas Washington Luís se candidatou formalmente. Para vice-presidente, cento e vinte e cinco (125) nomes foram sufragados. O governador Washington Luís era o candidato escolhido de acordo com a política do café com leite, mas o governador de Minas Melo Viana, achou que era melhor outro mineiro suceder Artur Bernardes, e iniciou uma campanha. O ministro Afonso Pena Júnior do governo de Bernardes convenceu Melo Viana a disputar o cargo de vice-presidente; e assim a chapa Washington Luís-Fernando de Melo Viana venceu sem oposição. O principal concorrente de Washington Luís naquela eleição foi o político liberal gaúcho Joaquim Francisco de Assis Brasil.

## Resultados
A população aproximada em 1926 era de trinta e quatro milhões e quinhentas mil de pessoas (34.500.000), sendo dois milhões e duzentos e dez (2.210.000) eleitores, dos quais compareceram setescentos e dois mil (702.000), representando 2% da população.
| Eleição para presidente do Brasil em 1926 | Eleição para presidente do Brasil em 1926 | Eleição para presidente do Brasil em 1926 | Eleição para vice-presidente do Brasil em 1926 | Eleição para vice-presidente do Brasil em 1926 | Eleição para vice-presidente do Brasil em 1926 |
| Candidato                                 | Votos                                     | Porcentagem                               | Candidato                                      | Votos                                          | Porcentagem                                    |
| ----------------------------------------- | ----------------------------------------- | ----------------------------------------- | ---------------------------------------------- | ---------------------------------------------- | ---------------------------------------------- |
| Washington Luís                           | 688.528                                   | 99,70%                                    | Fernando de Melo Viana                         | 685.754                                        | 99,62%                                         |
| Joaquim Francisco de Assis Brasil         | 1.116                                     | 0,16%                                     | Alexandre Barbosa Lima                         | 1.122                                          | 0,16%                                          |
| Fernando de Melo Viana                    | 341                                       | 0,05%                                     | Luís Carlos Prestes                            | 262                                            | 0,04%                                          |
| Outros                                    | 598                                       | 0,09%                                     | Outros                                         | 1.210                                          | 0,18%                                          |
| Votos nominais                            | Votos nominais                            | 690.583                                   | Votos nominais                                 | Votos nominais                                 | 688.348                                        |
| Votos brancos/nulos                       | Votos brancos/nulos                       | 11.417                                    | Votos brancos/nulos                            | Votos brancos/nulos                            | 13.652                                         |
| Total                                     | Total                                     | 702.000                                   | Total                                          | Total                                          | 702.000                                        |
| Fonte:                                    |                                           |                                           |                                                |                                                |                                                |

Nota geral: os valores são incertos (ver processo eleitoral).